# Als wär's das erste Mal
Als wär's das erste mal é o décimo terceiro single da banda alemã Unheilig. Foi lançado em 7 de março de 2014, sendo o primeiro do álbum de coletânea "Alles hat seine Zeit - Best of Unheilig 1999-2014". 

## Lista de Faixas
| N.º | Título                                          | Duração |  |
| 1.  | "Als wär's das erste Mal"                       | 3:00    |  |
| 2.  | "Als wär's das erste Mal" (Alternative Version) | 4:21    |  |

## Posição nas paradas
| Paradas  | Posição |
| -------- | ------- |
| Alemanha | 10      |
| Áustria  | 38      |
| Suíça    | 56      |

## Créditos
- Der Graf - Vocais/Composição/Letras
- Henning Verlage - Teclados/Programação
- Christopher "Licky" Termühlen - Guitarra
- Martin "Potti" Potthoff - Bateria/Percussão
- Kiko Masbaum - Produção